# Парламентские выборы в Чехии (2025)
Следующие парламентские выборы в Чехии — 9-е выборы депутатов в нижнюю палату Парламента Чехии должны пройти 3—4 октября 2025 года.

## Дата выборов
Чешская Конституция гласит, что выборы в Палату депутатов должны проводиться каждые четыре года. Дни голосования в Чешской Республике — пятница и суббота. Точная дата выборов назначается президентом республики, который обязан огласить её не позднее, чем за 90 дней до дня проведения выборов. 13 мая 2025 года президент объявил, что выборы пройдут 3 и 4 октября 2025 года.

## Избирательная система
200 депутатов Палаты депутатов избираются в 14-ти многомандатных избирательных округах, с последующими двумя этапами скрутиниума (туров) и распределением мандатов между краями по количеству голосов в них. Для прохождения первого скрутиниума (тура), партия должна получить из всех краёв в общей сложности 5 %, двухпартийная коалиция 8 %, трехпартийная и более коалиция 11 % голосов избирателей. Затем мандаты распределяются между избирательными субъектами при помощи так называемой квоты Империали. Во втором скрутиниуме (туре) оставшиеся места распределяются между субъектами по наибольшей сумме остатков после разделения голосов во всех регионах. В случае не распределения всех 200 мест между регионами или в случае не распределения всех мест во втором туре процедура делится на оставшиеся по наибольшим остаткам. 

### Голосование заграницей
Помимо стандартного организации свыше 110 избирательных участков в посольствах, консульствах и иных дипломатических представительствах Чехии, на этих выборах будет первые выборы в Чешской Республике, на которых можно будет голосовать по почте. Такое право есть только у тех граждан, которые долгое время проживают за границей и записаны в специальный список избирателей. Чтобы записаться в специальный список избирателей необходимо подать заявление: лично в посольстве Чехии, по почте, через цифровой почтовый ящик (datová schránka), через почётного консула, через уполномоченное лицо или через цифровой портал гражданина (Portál občana). После объявления выборов, необходимо подать заявление для получения необходимой документации для голосования. Сделать это нужно лично в посольстве Чехии, по почте, через цифровой почтовый ящик (datová schránka), через почётного консула, через уполномоченное лицо или через цифровой портал гражданина (Portál občana). В документацию входит: конверт для отправки и официальный конверт для бюллетеня, идентификационный номер и подробные инструкции по голосованию. Всё это отправляется посольством или генеральным консульством не позднее чем за 25 дней до выборов всем, кто успешно выполнил первые два этапа. Избирательный бюллетень по соответствующему избирательному округу избиратель должен распечатать самостоятельно по ссылке, приведенной в прилагаемой инструкции.
После заполнения бюллетеня, избиратель помещает его в официальный конверт для бюллетеня, который не запечатывает. Затем тот его вместе с подписанным идентификационным номером помещает в конверт для доставки, на котором будет предварительно напечатан/наклеен адрес, и отправляет его в посольство. Стоимость доставки конверта в посольство оплачивает избиратель, и он сам выбирает способ отправки. Однако важно, чтобы конверт был доставлен вовремя (до окончания голосования) в бумажном, а не в электронном виде. 
Ранее голоса приходящие из за рубежа распределялись в один многомандатный избирательный округ, который выбирался на основании жребия (на предыдущих выборах в 2021 году это был Устецкий край). Ныне, голоса распределяются по четырём многомандатным избирательным округам, которые выбираются на основе жребия. 21 мая 2025 года центральная избирательная комиссия провела жеребьёвку: 1) Западная Европа (Андорра, Бельгия, Великобритания, Ирландия, Испания, Люксембург, Монако, Нидерланды, Португалия, Франция) — Моравскосилезский край; 2) Остальная Европа (Оставшиеся страны Европы и Турция) — Южноморавский край; 3) Страны Северной и Южной Америки — Среднечешский край; 4) Остальной мир (Страны Африки, Азии, Океании и Австралия) — Прага.

## Предвыборная ситуация

### Результаты выборов 2021 года

Разделение мандатов по итогу выборов

|                                 | голосов   | %       | мандатов |
| ------------------------------- | --------- | ------- | -------- |
| Коалиция «SPOLU»                | 1 493 905 | 27,79 % | 71       |
| ANO 2011                        | 1 458 140 | 27,12 % | 72       |
| Коалиция «Пиратов и STAN»       | 839 776   | 15,62 % | 37       |
| SPD                             | 513 910   | 9,56 %  | 20       |
| Присяга                         | 251 562   | 4,68 %  | 0        |
| ČSSD                            | 250 397   | 4,65 %  | 0        |
| KSČM                            | 193 817   | 3,60 %  | 0        |
| Триколор Свободные Собственники | 148 463   | 2,76 %  | 0        |
| Volný blok                      | 71 587    | 1,33 %  | 0        |
| Партия зелёных                  | 53 343    | 0,99 %  | 0        |
| Остальные                       | 99 190    | 2,82 %  |          |
| Недействительные                | 36 794    | 0,68 %  |          |
| Всего                           | 5 411 884 | 100 %   | 200      |

### Развитие ситуации
Через полтора месяца после прошедших парламентских выборов, в декабре 2021 года было приведено к присяге новое правительство Чешской Республики, которое возглавил лидер коалиции «SPOLU» и председатель ODS Петр Фиала. Назначение нового премьер-министра и формирование кабинета откладывалось из-за неожиданной госпитализации в Центральный военный госпиталь в Праге президента Милоша Земана. Ранее Земан утверждал, что при любом исходе выборов поручит формирование нового правительства действовавшему премьеру и председателю ANO 2011 Андрею Бабишу. Дееспособность президента подвергалась сомнению на основании медицинского отчёта лечащего врача президента, который был предоставлен по просьбе председателя Сената Милоша Выстрчила. Сенаторы предлагали провести процедуру передачи полномочий от президента к премьер-министру и председателю Палаты депутатов на основании 66-й статьи Конституции Чешской Республики. Однако вскоре президенту стало лучше и «активация» 66-й статьи не потребовалась. После проведённых переговоров между близкими сотрудниками канцелярии президента и советниками президента, и членом ODS, кандидатом в министры юстиции Павлом Блажеком, президент Земан решил назначить на должность премьер-министра Петра Фиалу, что и сделал в конце ноября. Одновременно с этим президент высказывал свои претензии в адрес различных кандидатов на министерские должности. Наибольшую критику от президента получил кандидат в министры иностранных дел Ян Липавский из Чешской пиратской партии. Президент также отказался его утверждать на посту министра, что противоречило конституции страны, из-за чего Петр Фиала заявил, что готов с этим вопросом обратиться в Конституционный суд. 17 декабря 2021 года новое правительство было приведено к присяге в полном составе (за исключением министра сельского хозяйства, который находился в самоизоляции из-за положительного теста на COVID-19). Спустя месяц правительство получило доверие Палаты депутатов, а бывший премьер-министр Андрей Бабиш заявил, что он и его движение будет «конструктивной оппозицией» правительству Фиалы, а также объявил об создании своего «Теневого кабинета». 
Вскоре после выборов и формирования будущего правительства фактически распалась предвыборная коалиция «Пиратов и Старост». В основном это произошло из-за системы преференциального голосования, которое используется на выборах в Чехии. Из 37 мандатов, полученных коалицией на выборах в 2021 году, Пиратская партия получила лишь 4 мандата, а движение Старосты и независимые получили 33 мандата. Это распределение вызвало волну критики и самоанализа внутри Пиратской партии. В ноябре стало известно, что функционеры Пиратской партии провели анализ и пришли к выводу, что движение STAN обманывало «Пиратов» и нарушало коалиционное соглашение, а также правила ведения персональной кампании для кандидатов. Лидер Старост Вит Ракушан отверг критику и заявил, что его движение не нарушало коалиционное соглашение. 

#### 2022 год
В конце правления правительства Бабиша и перед парламентскими выборами в стране наметился резкий рост инфляции, который пришёлся на начало правления нового правительства. Рост инфляции привёл к резкому росту цен на товары и услуги, а также на цены на электроэнергию, в результате чего в стране обанкротилось несколько компаний по дистрибуции электроэнергии. Рост цен на электроэнергию и топливо был также связан с началом вторжения России на Украину в конце февраля 2022 года. После начала вторжения, правительственная коалиция и парламентская оппозиция на короткое время объединилась и приняли совместное заявление о поддержке Украины. Вместе с началом полномасштабного вторжения на территорию Чехии прибыло более 369 тысяч украинских беженцев, что стало частично проблемой для социальной системы страны, и что позволило популистским непарламентским объединениям, а также парламентской оппозиционной партии Свобода и прямая демократия критиковать правительство, называя его «украинским» и «асоциальным». Правительство также подвергалось критике за финансовую и военную поддержку Украины.
Несмотря на планы правительства по снижению дефицита бюджета, который остался от предыдущего правительства, вскоре оно представило план финансовой помощи названный «Зонт против дороговизны» (чеш. deštník proti drahotě), который должен был быть направлен на преодоление финансовых трудностей в связи с резким ростом инфляции. В план входили различные льготы, пособия на ребёнка, обещание валоризации пенсионных выплат, которые будут покрывать инфляцию, снижение стоимости электроэнергии в отопительный сезон. Парламентская оппозиция критиковала, заявляя, что «это маркетинговый трюк», что «помощь не доходит до граждан страны». Одновременно с решением социальных проблем, правительство решало проблему нехватки газа и нефти, которые страна в основном покупало у России. В связи с этим, правительство при сотрудничестве с конгломератом ČEZ, приобрело долю в терминале СПГ в нидерландском Эмсхавене. Предполагалось, что этот терминал позволит Чехии импортировать до трети потребляемого ею газа из-за рубежа в виде сжиженного природного газа. Для решения проблемы зависимости от российской нефти, правительство договорилось о расширении и продлении трансальпийского нефтепровода TAL на с территории Германии на территорию Чехии, которое началось в ноябре 2022 года и завершилось в январе 2025 года. На время решения проблемы, страна имела официальную отсрочку от ЕС по закупкам нефти.
В связи с ростом «усталости» от войны, экономического и энергетического кризиса и инфляции, в сентябре 2022 года на Вацлавской площади в Праге прошла демонстрация под названием «Чешская Республика на 1-м месте!» (чеш. Česká republika na 1. místě!). Неожиданно для политических комментаторов, на демонстрации сошлось от 50 до 100 тысяч человек. По информации полиции Чехии в акции приняло участие свыше 70 тысяч человек. Что было сопоставимо с протестами направленные против предыдущего правительства Андрея Бабиша, которые организовывала инициатива «Миллион мгновений». На митинге выступали различные левые и правые политические и общественные деятели, функционеры коммунистической партии, Свободных, SPD, Триколоры и других, часть из них стала известна благодаря отрицанию пандемии COVID-19, борьбой с «ковидными» ограничениями, которые вводило правительство Бабиша. Выступавшие и организаторы требовали «разворота политики страны на 180 градусов», выхода из состава ЕС и НАТО, становления страны нейтральной в «войне между Западом и Россией», за возвращение украинских беженцев на родину и за «свободу выражения». В ответ на демонстрацию, премьер-министр Петр Фиала назвал организаторов демонстрации «русской пятой колонной». В связи с ростом неуспокоенности в обществе стали возникать новые политические партии, одна из которых стала PRO 2022, которую создал бывший член движения Trikolora Индржих Райхл. Несмотря на это, муниципальные выборы не стали проблемными для партий правящей коалиции, а выборы в Сенат осенью 2022 года стали победными для коалиции «Вместе».
В период с июля 2022 по январь 2023 года, Чехия была государством председателем Совета Европейского союза. Правительство Петра Фиалы охарактеризовало в качестве успехов своего председательства: одобрение трёх пакетов санкций против России и Беларуси (7-й, 8-й и 9-й), приостановку действия соглашения об упрощении визового режима с Россией, одобрение финансовой поддержки Украины в размере 18 миллиардов евро, одобрение всех климатических частей пакета «Fit for 55» и достижение широкого консенсуса среди государств-членов по ограничению высоких цен на природный газ. Вице-председатель Европейской комиссии Франс Тиммерманс, отвечавший за Европейское зеленое соглашение, охарактеризовал чешское председательство как одно из самых успешных.
Работа Палаты депутатов IX созыва усложнилась для правящей коалиции постоянным обструкционизмом со стороны оппозиционных ANO и SPD, а также проведением внеочередных сессий Палаты депутатов, на которых оппозиция пыталась неоднократно вынести вотум недоверия правительству. Первое заседание, на котором попытались вынести вотум недоверия прошло в сентябре 2022 года, незадолго до муниципальных выборов и выборов в Сенат, а само заседание длилось 23 часа. Однако несмотря на постоянный обструкционизм, правящее большинство решило не менять регламент и пробивать свои законопроекты через многочасовые выступления оппозиционных депутатов.

#### 2023 год
Начало 2023 года ознаменовалось президентскими выборами, на которых партии правящей коалиции поддержали независимых кандидатов Петра Павела, Дануше Нерудову и Павла Фишера и не выдвигали своих кандидатов. Оппозиционное движение ANO 2011 выдвинуло в президенты своего председателя Андрея Бабиша, а оппозиционное движение SPD выдвинуло в президенты Ярослава Башту. После первого тура выборов, во второй тур прошли Петр Павел и Андрей Бабиш. В промежутке между двумя турами голосования, движение ANO попыталось вновь вынести вотум недоверия правительству Петра Фиалы. Дебаты на внеочередной сессии длились более 25 часов, что побило рекорд, который был установлен несколькими месяцами ранее. После победы Петра Павела, в феврале 2023 года, лидер движения ANO 2011 Андрей Бабиш объявил о своей отставке с позиции «теневого премьер-министра» движения, и выдвинул на «передние места» лидера фракции ANO Алену Шиллерову и Карела Гавличека, который стал новым «теневым премьер-министром». Сам же Бабиш сказал, что Гавличек будет будущим премьер-министром Чехии.
В мае 2023 года правительство представило пакет различных мер по консолидации, сокращения дефицита бюджета страны и предложения по изменениям в пенсионной системе. Пакет затрагивал свыше шестидесяти действующих законов, предлагал отмену двадцати двух налоговых льгот, создание двух ставок НДС - 12% и 21% (исключением стали книги, которые получили 0% ставку НДС), повышение акцизов, сокращение неинвестиционных субсидий, сокращение операционных расходов государства и другие меры. Пакет критиковала парламентская оппозиция и профсоюзные организации. Пакет мер стал обсуждаться в Палате депутатов в конце лета, и лишь в середине октября прошёл третье чтение. В ноябре профсоюзы объявили о проведении забастовки против правительственных мер экономии средств.
В конце декабря 2023 года в здании Философского факультета Карлова университета произошла стрельба, в результате которой погибло 15 человек (включая нападавшего) и 25 пострадали. Вскоре после инцидента в СМИ появилась информация о том, что Министерство труда и социальных дел, не прекратило свою рождественскую вечеринку после произошедшего, и что министр Мариан Юречка вернулся на неё, после срочного заседания правительства. Министерство и министр скрывали данную информацию, а позднее признали и извинились, что стало большим поводом для критики. Под критикой оказался и первый вице-премьер, министр внутренних дел Вит Ракушан, который высоко оценил работу полиции, в то время как оппозиция и часть семей пострадавших и погибших, указывали на то, что полиция могла предотвратить трагедию.

#### 2024 год
Выборы в Европейский парламент в июне 2024 года стали для правительственных партий не очень успешными: Коалиция «Вместе» потеряла два мандата по сравнению с прошлыми выборами, коалиционному списку Старост не удалось достичь показателей из проводимых опросов, Пиратской партии также не удалось достичь показателей из проводимых опросов и потеряла 2 из 3 мандатов. Также, неожиданно успешно показали себя внепарламентские объединения — коалиция «Присяга и Автомобилисты», которую вёл инфлюенсер и предприниматель Филип Турек, а также коалиция «Достаточно!» которую возглавила Катерина Конечна. Неуспех был также у парламентской оппозиции, движение SPD едва преодолело необходимый порог для прохождения.
Согласно принятому закону, 1 июля 2024 года в стране официально должна была начать работу система цифровой подачи документации и последующего получения разрешения на строительство и Портал строителя. Вскоре журналисты, чиновники, архитекторы и граждане обратили внимание на то, что система и портал фактически не работают. Ответственный за проект, вице-премьер по вопросам цифровизации и министр регионального развития Иван Бартош, отрицал, что система не работает, и признавал, что системе предстоит работа по улучшению. По мнению ряда экспертов, чиновников и заинтересованных лиц, система не выполняла свои основные задачи, не работала как ей следует, имела ошибки и вместо ускорения работы чиновников и выдачи ими разрешений, только затягивала процесс выдачи разрешений на строительство.
В сентябре, вскоре после наводнения, прошли выборы в региональные собрания и трети Сената. На обеих выборах победило оппозиционное движение ANO 2011. Из всех правительственных партий, наибольший неуспех показала Пиратская партия. На региональных выборах в 2020 году, партия получила 99 мандатов из 675, на последних же, партия смогла преодолеть избирательный порог для избрания лишь в Пльзеньском крае, и тем самым получила всего 3 мандата. Вскоре, Иван Бартош объявил о своей отставки с поста председателя партии. Для самого правительства выборы стали очередным ударом по популярности среди избирателей. 24 сентября 2024 года, состоялась встреча премьер Фиалы и вице-премьера Бартоша. Днём, через несколько часов после встречи, премьер на пресс-конференции объявил о том, что предложит президенту Петру Павлу к 30 сентября предложение с увольнением Ивана Бартоша с поста вице-премьера по вопросам цифровизации и министра регионального развития. Главной причиной для увольнения, премьер назвал провал введения электронной системы подачи документации и последующего получения разрешения на строительство, которое согласно закону должна была начать работать с 1 июля 2024 года. По словам Фиалы, увольнение не является нарушением коалиционного соглашения и он призвал «Пиратов» выдвинуть нового кандидата на пост, добавив также, что доволен работой остальных министров пиратской партии. Пиратская партия посчитала подобное увольнение — «изгнанием» партии из правительства и начала внутренний референдум по вопросу расторжения коалиционного соглашения и выхода из правительства. 30 сентября, партия приняла решение выйти из правительства Петра Фиалы. Единственным оставшимся министром, стал Ян Липавский, который заявил о своём выходе из партии.

## Опросы общественного мнения

Предпочтения избирателей по отдельным опросам и рассчитанный тренд регрессии с использованием метода

## Политические субъекты
| №  | Название | Название                   | Логотип | Идеология                                                                                    | Лидер               | Лидер | Субъекты                                        |        |
| -- | -------- | -------------------------- | ------- | -------------------------------------------------------------------------------------------- | ------------------- | ----- | ----------------------------------------------- | ------ |
| 20 |          | AUTO                       |         | правый популизм, национал-консерватизм, евроскептицизм                                       | Филип Турек         |       | поддержка: Soukromnici                          | [ 77 ] |
| 22 |          | ANO                        |         | правый популизм, консервативный либерализм, зонтичная партия, евроскептицизм                 | Андрей Бабиш        |       |                                                 | [ 78 ] |
| 21 |          | Balbínova poetická strana  |         | чешский патриотизм, прямая демократия, политическая сатира, евроскептицизм, антикоммунизм    |                     |       |                                                 | [ 79 ] |
| 10 |          | ČR1                        |         | популизм, национал-консерватизм, евроскептицизм, украинофобия                                | Ладислав Врабел     |       | поддержка: SPR-RSČ Miroslava Sládka             | [ 80 ] |
| 7  |          | ČSSD                       |         | социал-демократия, левый национализм, евроскептицизм, антиимиграция                          | Иржи Пароубек       |       | поддержка: DOMOV, Směr                          | [ 79 ] |
| 15 |          | Hnutí Generace             |         | либерализм, проевропеизм                                                                     |                     |       |                                                 | [ 79 ] |
| 24 |          | Hnutí Kruh                 |         | прогрессивизм, феминизм                                                                      |                     |       |                                                 | [ 79 ] |
| 14 |          | Hnutí občanů a podnikatelů |         |                                                                                              |                     |       |                                                 | [ 79 ] |
| 3  |          | Jasný Signál Nezávislých   |         |                                                                                              | Владимир Штепан     |       |                                                 | [ 79 ] |
| 17 |          | Koruna Česká               |         | монархизм, легитимизм, консерватизм, христианская демократия, социальный консерватизм        | Войтех Цирус        |       | поддержка: KONS                                 | [ 79 ] |
| 9  |          | Levice                     |         | демократический социализм, посткапитализм, энвайронментализм, антикапитализм, антимилитаризм |                     |       |                                                 | [ 79 ] |
| 2  |          | MZH                        |         | моравский патриотизм, регионализм, социальный либерализм, проевропеизм                       | Павел Трчала        |       |                                                 | [ 81 ] |
| 16 |          | Piráti                     |         | пиратская политика, зелёная политика, либерализм, прогрессивизм, проевропеизм                | Зденек Гржиб        |       | поддержка: Партия зелёных                       | [ 82 ] |
| 13 |          | Nevolte Urza.cz            |         | анархо-капитализм, либертарианство, децентрализация, индивидуализм                           |                     |       |                                                 | [ 79 ] |
| 8  |          | PŘÍSAHA                    |         | правый популизм, национализм, антиимиграция, евроскептицизм                                  | Роберт Шлахта       |       | поддержка: Z2020, HS, Hnutí PES                 | [ 83 ] |
| 1  |          | Rebelové                   |         |                                                                                              |                     |       |                                                 | [ 79 ] |
| 6  |          | SPD                        |         | чешский национализм, правый популизм, антиисламизм, евроскептицизм                           | Томио Окамура       |       | поддержка: PRO, Trikolora, Свободные, SPR-RSČMS | [ 84 ] |
| 11 |          | SPOLU                      |         | правоцентризм, либеральный консерватизм, христианская демократия, евроатлантизм              | Петр Фиала          |       | коалиция: ODS, TOP 09, KDU-ČSL                  | [ 85 ] |
| 25 |          | STAČILO                    |         | левый популизм, левый национализм, коммунизм, евроскептицизм                                 | Катержина Конечна   |       | поддержка: KSČM, SD-SN, ČSNS, SOCDEM, Moravané  | [ 86 ] |
| 5  |          | SMS – Stát Má Sloužit      |         | либеральный консерватизм                                                                     |                     |       |                                                 |        |
| 23 |          | STAN                       |         | либерализм, субсидиарность, децентрализация, проевропеизм                                    | Вит Ракушан         |       | поддержка: SLK, KOA, VČ, JsmePRO!               | [ 87 ] |
| 12 |          | Švýcarská demokracie       |         | социальный консерватизм, прямая демократия, евроскептицизм                                   | Пынелопи Цимприхова |       |                                                 | [ 79 ] |
| 26 |          | Voluntia                   |         | волюнтаризм, либертарианство, минархизм                                                      | Томаш Роуд          |       |                                                 | [ 79 ] |
| 18 |          | Volt Česko                 |         | либерализм, еврофедерализм, прогрессивизм, социальный либерализм                             | Микулаш Пекса       |       |                                                 | [ 79 ] |
| 19 |          | Pravý Blok                 |         | правый популизм, социальный консерватизм, евроскептицизм, антикоммунизм, русофобия           | Петр Цибулка        |       |                                                 | [ 79 ] |
| 4  |          | VÝZVA 2025                 |         |                                                                                              | Каролина Кубискова  |       |                                                 | [ 79 ] |